# Ra đời trong bão táp
Ra đời trong bão táp (tiếng Nga: Рождённые бурей) là một cuốn tiểu thuyết được sáng tác dựa trên các nguyên lý của trường phái hiện thực xã hội chủ nghĩa của nhà văn Nikolai Ostrovsky vào năm 1936. Tác phẩm bắt đầu vào tháng 1 năm 1924, và tập trung vào cuộc chiến Liên Xô-Ukraine. Tuy vậy, tiểu thuyết chưa bao giờ được hoàn thành do tác giả đột ngột qua đời, tập bản thảo và các bản in của tiểu thuyết đã ra mắt trong buổi tang lễ của Nikolai Ostrovsky. Bản thân tác giả cũng nhận định rằng, tác phẩm đã có sự yếu đi về bút pháp so với các cuốn sách trước đó.

## Tóm tắt cốt truyện
Diễn biến của Ra đời trong bão táp tiếp tục vào những ngày mùa thu năm 1918 khi Ba Lan giành được độc lập sau 123 năm bị chia cắt. Quân xâm lược Đức di chuyển ra khỏi vùng lãnh thổ Ukraine trong khi lực lượng địa phương Ba Lan đang hình thành giấc mơ thêm các vùng đất Ukraine, Belarus và Lithuania (Litva) vào Liên bang Ba Lan tiếp giáp với phần phế tích của Nga, Đức và Đế chế Áo Hung.

## Chuyển thể
- Ra đời trong bão táp (phim, 1957)